# Tito Albaladejo
Carmelo Albaladejo López, más conocido como Tito (Cartagena, 28 de febrero de 1925 - ibidem, 22 de febrero de 1988), fue un futbolista español que jugaba como delantero en los años 1940 y 1950.

## Biografía
Tito juega en el Real Murcia CF de 1943 a 1945. Debuta en Primera División durante la temporada 1944-45.
En 1945 es fichado por el FC Barcelona. Con el Barcelona tan sólo juega dos partidos de Liga –el primero el 28 de octubre de 1945 ante el Valencia CF, y el segundo el 4 de noviembre de 1945 ante el Real Murcia–. Con el Barça también jugó 29 partidos no oficiales de 1945 a 1947.
En 1947 es cedido al CD Castellón. En 1948 es transferido al Castellón, donde se queda hasta 1949.
En 1949, Tito vuelve al Real Murcia hasta 1951. En 1950, el club sube a Primera División.
Tito jugó su última temporada (1952-53) en la CD Minera.